# Heilbronner Hohenloher Haller Nahverkehr

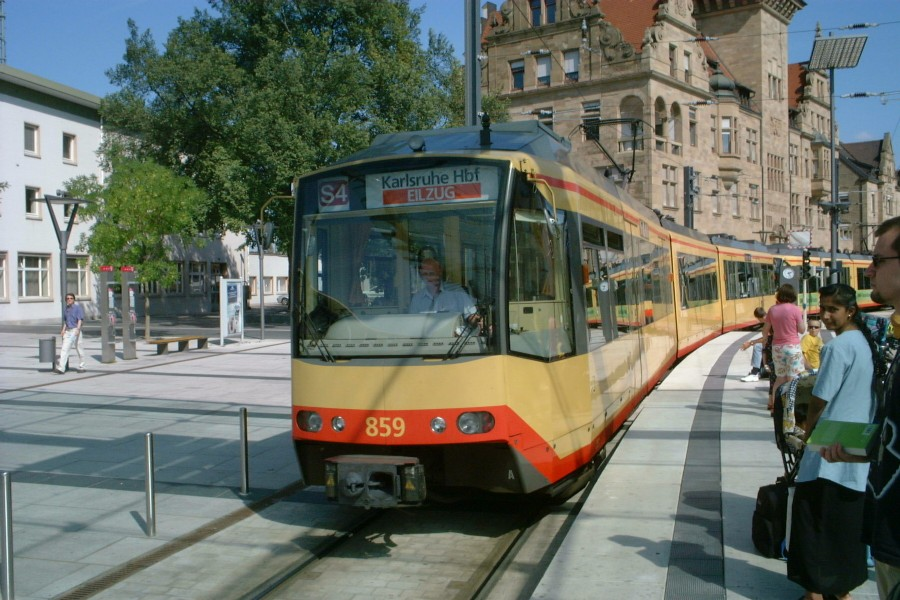
Stadtbahn am Heilbronner Bahnhofsvorplatz (2002)

Der Heilbronner Hohenloher Haller Nahverkehr (HNV) ist ein Verkehrsverbund auf den Gebieten der kreisfreien Stadt Heilbronn, des Landkreises Heilbronn und des Hohenlohekreises. Des Weiteren gibt es tarifliche Überlappungsgebiete in die Landkreise Schwäbisch Hall, Main-Tauber, Rhein-Neckar, Ludwigsburg und in den Neckar-Odenwald-Kreis.
Der Verbund gehört zum Geltungsbereich des Metropoltickets Stuttgart.

## Verbundgeschichte
Der HNV entstand am 1. Januar 1997 als Heilbronner Verkehrsverbund für die Stadt und den Landkreis Heilbronn mit dem Ziel eines einheitlichen Tarifs für Bahn, Bus und die einzuführende Stadtbahn. Dem HNV vorausgegangen sind lokale Tarifgemeinschaften verschiedener Verkehrsunternehmen (z. B. Zügel / RBS / Bahn im Weinsberger Tal). Tarifliche Übergangszonen mit den Nachbarverbünden NVH, VRN, KVV und VVS wurden nach und nach realisiert, am bedeutendsten ist der Überlappungsbereich mit dem VRN für den Grenzverkehr nach Sinsheim, Mosbach und Osterburken.

## Die Verbundstruktur
Am 1. April 2005 entstand der neue HNV mit dem Kernbereich aus dem alten Heilbronner Verkehrsverbund (HNV) und dem Nahverkehr Hohenlohekreis unter Einbeziehung von Teilen des KreisVerkehr Schwäbisch Hall. Es sind aktuell 22 Verkehrsunternehmen am Verbund beteiligt, die 160 Bus- und Bahnlinien im HNV bedienen. 2019 wurden etwa 49 Mio. Personen befördert. Die Fahrgeldeinnahmen beliefen sich 2019 auf knapp 51 Mio. Euro. Gesellschafter der Verbund GmbH sind die kreisfreie Stadt Heilbronn und weitere fünf Landkreise,  Aufsichtsratsvorsitzender ist Landrat Norbert Heuser (Landkreis Heilbronn).
Seit dem 26. September 1999 wird das Verbundgebiet durch eine Stadtbahn der AVG erschlossen. Sie fuhr zunächst von Karlsruhe kommend über Eppingen bis zum Heilbronner Hauptbahnhof. Ab Juli 2001 durchquerte sie die Heilbronner Innenstadt und wurde zum 10. Dezember 2005 bis nach Öhringen erweitert. Deshalb wurde auch die tarifliche Integration des Hohenlohekreises in den HNV notwendig. Beide Maßnahmen führten auf der Relation Heilbronn–Öhringen zu einer Fahrgaststeigerung. In den Jahren 2013 und 2014 wurde das Stadtbahnnetz Heilbronn in Richtung Norden durch zwei weitere Stadtbahnlinien bis nach Sinsheim bzw. Mosbach erweitert. In Südrichtung ist ebenfalls ein Ausbau in Planung.
Das Gebiet des Verkehrsverbundes grenzt an den Verkehrsverbund Rhein-Neckar, in den auch die Verkehrsgemeinschaft Main-Tauber integriert ist, an den Verkehrsverbund KreisVerkehr Schwäbisch Hall, an den Verkehrs- und Tarifverbund Stuttgart und den Karlsruher Verkehrsverbund.
Einer zukünftigen schrittweisen Anpassung der Tarife von HNV und Kreisverkehr Schwäbisch Hall soll eine Vollintegration des Kreisverkehrs Schwäbisch Hall nachfolgen. Im Juni 2022 wurde bekannt, dass der HNV die Fusionspläne aus Kostengründen und wegen befürchteter Einnahmeeinbußen durch die Coronakrise (vorerst) auf Eis gelegt hat.

## Beteiligungsstruktur
Der Hohenlohekreis, die Stadt Heilbronn und der Landkreis Heilbronn halten jeweils 32,5 % des Stammkapitals von 158.500 €. Der Neckar-Odenwald-Kreis und der Rhein-Neckar-Kreis halten jeweils 0,5 % des Stammkapitals, der Landkreis Schwäbisch Hall 1,5 %.

## Verkehrsbetriebe im HNV
| Betreiber                               | Linien |
| --------------------------------------- | --- |
| Albtal-Verkehrs-Gesellschaft            | S 4 S 41 S 42 |
| BB Omnibusverkehr                       | 676 |
| DB Regio Mitte                          | S 1 S 2 S 5 S 51 |
| Arverio Baden-Württemberg               | RE8 |
| Friedrich Gross Omnibusbetrieb          | 646, 649, 651, 652 |
| Omnibusverkehr Heinrich                 | 672 |
| Busverkehr Hofmann                      | 671, 683, 684, 685 |
| Künzelsauer Bergbahn                    | Künzelsauer Bergbahn, Citybus Künzelsau |
| Müller Reisen                           | 630, 670, 673, 674, 677 |
| Nahverkehr Hohenlohekreis               | 1, X1, 2, 3, 4, 5, 6, 7, 8, 8A, 9, 10, 11, 11A, 13, 14, 15, 17, 19, 20, 21, 22, 23, 24, 25, 26, 27, 28, 33, 34, 35, 37, 38, 39, 40, 42, 43, 46, 47, 48, 50/51, 52, 53, 54, 55, 58, 66, 67, 71, 72, 77, 79, 610 |
| Omnibus Müller                          | 20, 602, 603, 604, 615, 618, 619, 631, 632, 633, 635, 640, 641, 642, 644, 645, 646, 648, 671, 681, 691, 692, 694, 695                                                                                          |
| Omnibus-Verkehr Ruoff                   | 380, 385, 620, 621, 622, 623, 624, 625, 626, 627, 628, N20, 660, 661, 662, 663, 664, 665, 666, 667, 668, 669                                                                                                   |
| Palatina Bus                            | 782, 795, 796, 797 |
| DB Rhein-Neckar-Bus                     | 822, 828, 830, 831, 832, 833, 834, 835, 836, 837, 838, 841, 842, 844 |
| Röhler Touristik                        | 29, 32, 91, 104 |
| Stadtwerke Heilbronn – Verkehrsbetriebe | 1, 2, 5, 8, 10, 11, 12, 13, 30, 40, 60, B, FW1, FW2 (Stadtverkehr Heilbronn), buddy (flexibler On-Demand Nacht-Shuttleverkehr, Stadt HN), 670                                                                  |
| SWEG Busleitstelle Sinsheim             | 675, 741, 761, 762, 763, 765, 767, 768, 771, 772, 933 |
| SWEG Bahn Stuttgart                     | RB 18, RE 10a, RE 10b, RE 12 |
| DB RegioNetz Verkehr                    | RE80, RB83 |
| Zartmann                                | 91, (X91), 92, 93, 94, 94A, X93, X95 |
| Omnibusverkehr Zügel                    | 635,636 |

Zusätzlich zu den genannten Bus- und Bahnunternehmen werden im ÖPNV auch Taxiunternehmen eingesetzt. Diese dienen vor allem zur Ergänzung des regulären Linienverkehrs in weniger dicht besiedelten Gebieten oder außerhalb der Hauptverkehrszeiten und gewährleisten so eine flächendeckende Mobilität. Die eingesetzten Taxis verkehren auch als Ruftaxis oder als Anruf-Sammeltaxi, um Fahrgäste bedarfsgerecht an ihr Ziel zu bringen.
Zusätzlich sind die Stadtwerke Heilbronn im Innenstadtbereich auch an den Stadtbahnlinien S4, S41 und S42 beteiligt.

## Städte und Gemeinden im HNV (Auswahl)
- Bad Friedrichshall
- Bad Rappenau
- Bad Wimpfen
- Beilstein
- Brackenheim
- Eppingen
- Heilbronn
- Künzelsau
- Neckarsulm
- Neuenstadt am Kocher
- Öhringen
- Schwäbisch Hall
- Möckmühl
- Widdern
- Waldenburg
- Weinsberg

## Kundendienst
Der Heilbronner Hohenloher Haller Nahverkehr betreibt vier sogenannte KundenCenter in Heilbronn, in Künzelsau (mit dem NVH), in Schwäbisch Hall (mit dem Kreisverkehr) und in Öhringen (mit der Mobilitätszentrale Mobiz).